# Colletes askhabadensis
Colletes askhabadensis is een vliesvleugelig insect uit de familie Colletidae. De wetenschappelijke naam van de soort is voor het eerst geldig gepubliceerd in 1886 door Radoszkowski.